# باشگاه بسکتبال پتروشیمی بندر امام خمینی
باشگاه بسکتبال پتروشیمی بندر امام،در شهرک بعثت شهرستان بندر ماهشهر قرار دارد. این تیم در لیگ برتر بسکتبال ایران حضور دارد.تیم پتروشیمی بندر امام(ملقب به پترو)برای اولین بار در تاریخ بسکتبال با هدایت مهران حاتمی با شکست دادن مهرام تهران و درخشش بازیکنانی همچون سانی بچیروویچ و حامد آفاق و حامد سهراب نژاد به قهرمانی لیگ برتر ۹۲-۹۱ دست یافت.

## بازیکنان فعلی تیم
| سمت         | نام              |
| ----------- | ---------------- |
| سرمربی      | فرزاد کوهیان     |
| کمک مربی    | کامران جمشیدوند  |
| کمک مربی    | امیرحسین واحدپور |
| مربی بدنساز | مهراد غدیرزاده   |
| مدیر عامل   | امین معاوی       |

۱-رسول مظفری وانانی (شوتینگ گارد)
۳-محمدرضا بهرام زاد (گارد راس)
۴-دلاور فرهادی (سنتر)
۵-سجاد مشایخی (گارد راس)
۶-حامد حسین زاده (گارد راس)
۷-محمد حسن زاده صابری اخلاقی (پاور فوروارد)
۸-اشکان خلیلی نژاد (اسمال فوروارد)
۹-محمد موحد ( گارد راس )
۱۲-سالار منجی (سنتر)
۱۷-پیام کیانی (اسمال فوروارد)
۲۲-پویا فیصلی مفرد
۵۵-محمد رضا اکبری  (اسمال فوروارد و کاپیتان)

## افتخارات
- ۴ قهرمانی لیگ بسکتبال ایران (۹۱–۹۲، ۹۲–۹۳، ۹۴–۹۵، ۹۵–۹۶)

- قهرمانی جام باشگاه‌های غرب آسیا (۲۰۱۵-۲۰۱۶)
- نایب قهرمانی جام باشگاه‌های غرب آسیا (۲۰۱۶-۲۰۱۷)
- قهرمانی جام باشگاه‌های آسیا (۲۰۱۸)

بازیکنان برجسته
- حامد حدادی
- اوشین ساهاکیان
- بهنام یخچالی
- محمد جمشیدی
- سجاد مشایخی
- کلائود مارکوئیس
- امیر امینی
- جواد داوری
- سعید داورپناه
- علی دورقی
- علیرضا هنردوست
- بابک نظافت
- صمد نیکخواه بهرامی
- سامان ویسی
- اکن آیبکو
- اجیک اگبوجا
- جمی لوردا
- جمی باکستر

|
- جاناتان گیبسون
- جانسن کراو
- ادی الیسما
- سی جی گلیس
- تونی گیپسون
- جلیوس هودگه
- وینسنت جانس
- مارک کارچر
- آرت لانگ
- تونی مدینسون
- مارکوس ملوین
- اسموش پارکز
- آلوین سیمس
- کزل وسون
- رابرت والی

|}